# Campionato italiano di beach soccer 2021 - Poule Promozione

## Date
| Fase             | Turno         | Data              |
| ---------------- | ------------- | ----------------- |
| Poule Promozione | Prima tappa   | 9-11 luglio 2021  |
| Poule Promozione | Seconda tappa | 22-25 luglio 2021 |

## Squadre
- Cagliari
- Chiavari
- Genova
- Milano
- Naxos
- Nettuno
- Romagna
- Vastese

## Risultati

### Prima tappa
| Squadra 1   | Risultato       | Squadra 2   |
| 1ª giornata | 1ª giornata     | 1ª giornata |
| ----------- | --------------- | ----------- |
| Naxos       | 3 - 6           | Genova      |
| Romagna     | 5 - 3           | Cagliari    |
| Chiavari    | 2 - 6           | Nettuno     |
| Vastese     | 2 - 9           | Milano      |
| 2ª giornata |                 |             |
| Cagliari    | 9 - 5           | Chiavari    |
| Milano      | 8 - 2           | Naxos       |
| Nettuno     | 6 - 4           | Vastese     |
| Genova      | 2 - 5           | Romagna     |
| 3ª giornata |                 |             |
| Genova      | 6 - 3           | Cagliari    |
| Milano      | 6 - 7           | Chiavari    |
| Romagna     | 4 - 4 (2-0 dtr) | Vastese     |
| Naxos       | 2 - 5           | Nettuno     |

### Seconda tappa
| Squadra 1   | Risultato       | Squadra 2   |
| 4ª giornata | 4ª giornata     | 4ª giornata |
| ----------- | --------------- | ----------- |
| Naxos       | 5 - 8           | Cagliari    |
| Nettuno     | 4 - 4 (1-2 dtr) | Romagna     |
| Vastese     | 7 - 5           | Chiavari    |
| Milano      | 4 - 3 (dts)     | Genova      |
| 5ª giornata |                 |             |
| Nettuno     | 6 - 5           | Genova      |
| Chiavari    | 3 - 5           | Romagna     |
| Milano      | 1 - 2           | Cagliari    |
| Vastese     | 5 - 2           | Naxos       |
| 6ª giornata |                 |             |
| Chiavari    | 6 - 3           | Genova      |
| Romagna     | 3 - 0           | Naxos       |
| Vastese     | 3 - 3 (0-2 dtr) | Cagliari    |
| Nettuno     | 6 - 3           | Milano      |
| 7ª giornata |                 |             |
| Genova      | 5 - 1           | Vastese     |
| Cagliari    | 2 - 8           | Nettuno     |
| Naxos       | 3 - 5           | Chiavari    |
| Romagna     | 2 - 1 (dts)     | Milano      |

### Classifica
|  | Pos. | Squadra  | Pt | G | V | V+ | Vr | P | GF | GS | DR  |
|  | ---- | -------- | -- | - | - | -- | -- | - | -- | -- | --- |
|  | 1.   | Nettuno  | 18 | 7 | 6 | 0  | 0  | 1 | 41 | 22 | +19 |
|  | 2.   | Romagna  | 16 | 7 | 4 | 1  | 2  | 0 | 28 | 17 | +11 |
|  | 3.   | Milano   | 11 | 7 | 3 | 1  | 0  | 3 | 33 | 23 | +10 |
|  | 4.   | Cagliari | 10 | 7 | 3 | 0  | 1  | 3 | 33 | 30 | +3  |
|  | 5.   | Genova   | 9  | 7 | 3 | 0  | 0  | 4 | 30 | 28 | +2  |
|  | 6.   | Chiavari | 6  | 7 | 2 | 0  | 0  | 5 | 32 | 40 | -8  |
|  | 7.   | Vastese  | 6  | 7 | 2 | 0  | 0  | 5 | 26 | 34 | -8  |
|  | 8.   | Naxos    | 0  | 7 | 0 | 0  | 0  | 7 | 14 | 43 | -29 |

Legenda:
      Ammessa alla fase finale e promossa in Poule Scudetto 2022.
Regolamento:
Tre punti per la vittoria nei tempi regolamentari, due nel tempo supplementare, uno ai calci di rigore, zero per la sconfitta.